# Associazionismo culturale
Nell'ordinamento italiano l'associazione culturale è un ente privato senza finalità di lucro, costituita da un gruppo di persone coese per il raggiungimento di un determinato scopo di interesse collettivo che utilizza le proprie risorse finanziarie per scopi culturali, di insegnamento e educativi. 

## Le tipologie
- Non riconosciute - non devono avere necessariamente un patrimonio da gestire e vengono create tramite un atto costitutivo senza aver bisogno di nessun tipo di forma particolare.
- Riconosciute - devono necessariamente scrivere un contratto di associazione e deve essere autenticato presso un notaio, successivamente si deve richiedere il riconoscimento da parte del capo dello stato e viene definita una persona come “persona giuridica”, che detiene il potere sui soci e anche le maggiori responsabilità.

## Le attività
Le attività che esse possono svolgere spaziano in tanti campi diversi: dal teatro al collezionismo, alla poesia, alla musica o all'astronomia amatoriale e sono spesso utilizzate per attività formative e puramente educative, ma in molti casi gli associati si ritrovano solamente per il piacere di condividere tra loro le passioni che li accomunano.

## Gli organi
L’Assemblea è formata dagli associati che partecipano a pieni diritti all’interno dell’associazione, attraverso una serie di votazioni; possono eleggere gli amministratori, approvare il bilancio annuale e può anche decretare lo scioglimento dell’assemblea.
L’organo di amministrazione o consiglio direttivo formato a sua volta da:
- Presidente
- Tesoriere
- Segretario a cui spettano le decisioni operative e dell’associazione.